# (295) Theresia
(295) Theresia és un asteroide pertanyent al cinturó d'asteroides descobert el 17 d'agost de 1890 per Johann Palisa des de l'observatori de Viena, Àustria.
Es desconeix la raó del nom.